# ギル・ゴールドスタイン
ギル・ゴールドスタイン（Gil Goldstein、1950年11月6日 - メリーランド州ボルチモア生まれ）は、アメリカのジャズ・ピアニストにしてアコーディオン奏者である。

## 略歴
彼は5歳でアコーディオンの勉強を始めたが、後にチェロとピアノに転向した。バークリー音楽大学で学び、1973年までには、パット・マルティーノとリー・コニッツと演奏をしていた。1980年代初頭のギル・エヴァンス・オーケストラを皮切りに、ウェイン・ショーター、ビリー・コブハム、ジム・ホールとも演奏した。ミシェル・ペトルチアーニのアルバムのためにアコーディオンの演奏を再開し、その後は自身のソロ・アルバムでも使用している。アコーディオン奏者として、2000年にリチャード・ガリアーノとツアーを行ったが、ツアーではピアノも演奏した。1980年代および1990年代には、エレメンツのメンバーを務めた。
2007年、彼はアルバム『Your Songs - The Music Of Elton John』（ObliqSound、2007年）をスティーヴ・スワロウ、ポール・モチアン、イタリアのサックス奏者、ピエトロ・トノロと共にリリースした。カルテットは、エルトン・ジョンの最も人気のある曲のいくつかのジャズ・アレンジを行った。
ゴールドスタインは、『ラジオ・インサイド (Radio Inside)』（1994年）と『バニラ・フォグ』（1999年）という映画の音楽を作曲した。映画『五線譜のラブレター』では「I Love Paris」という曲をパフォーマンスしている。日本映画では『きけ、わだつみの声 Last Friends』のサウンドトラックを担当した。
ゴールドスタインはマイケル・ブレッカーのアルバム『ワイド・アングルズ』（2003年）でプロデュース、アレンジ、オーケストレーション、指揮に貢献し、第46回グラミー賞で『ワイド・アングルズ』が最優秀ラージ・ジャズ・アンサンブル・アルバム賞、同作の収録曲「ティンブクトゥ」が最優秀インストゥルメンタル編曲賞を受賞して、自身初のグラミー受賞を果たした。以後、2022年までに合計5つのグラミー受賞を果たしている。彼はニューヨーク大学で教鞭をとった。

## ディスコグラフィ

### リーダー・アルバム
- Pure as Rain (1977年、Chiaroscuro)
- The Sands of Time (1981年、Muse)
- Wrapped in Your Cloud (1981年、Muse)
- 『夢の街』 - City of Dreams (1989年、Blue Note)
- 『ニュー・アランフェス』 - Zebra Coast (1992年、World Pacific)
- 『インフィニット・ラヴ』 - Infinite Love (1993年、Big World Music) ※ホメロ・ルバンボと連名
- Longing (1997年、Sunnyside) ※ボブ・ミンツァーと連名
- Piano Music of Paul Ben-Haim (2001年、Centaur)
- 『タイム・リメンバード -ビル・エヴァンスに捧ぐ-』 - Time Remembered (2001年、Melda C)
- Under Rousseau's Moon (2006年、Half Note)
- 『ディズニー・ミーツ・ジャズ - トリビュート・トゥ・ウォルト・ディズニー』 - Disney Meets Jazz: Tribute to Wall Disney (2006年、Avex Trax)
- Disney Adventures in Jazz (2008年、Disney)

### 参加アルバム
アポストロス・アンシモス
- Days We Can't Forget (1994年、GOWI)

ビリー・コブハム
- Stratus (1981年、INAK)

イリアーヌ・イリアス
- 『ザ・スリー・アメリカズ』 - The Three Americas (1996年、Blue Note)

ギル・エヴァンス
- 『バド・アンド・バード』 - Bud and Bird (1987年、Electric Bird/King)
- 『フェアウェル』 - Farewell - Live At Sweet Basil (1992年、Evidence) ※1986年のライブ録音
- Live at Umbria Jazz Vol.I (2000年、EGEA) ※1987年のライブ録音
- Live at Umbria Jazz Vol.II (2001年、EGEA) ※1987年のライブ録音

ジム・ホール
- All Across the City (1989年、Concord Jazz)
- 『ダイアローグ』 - Dialogues (1995年、Telarc)

トニーニョ・オルタ
- 『フット・オン・ザ・ロード』 - Foot On The Road (1994年、Verve)

パット・マルティーノ
- 『イグジット』 - Exit (1976年、Muse)
- 『ウィル・ビィ・トゥゲザー・アゲイン』 - We'll Be Together Again (1976年、Muse)
- 『スターブライト』 - Starbright (1976年、Warner Bros.)

タイガー大越
- 『エコーズ・オブ・ア・ノート』 - Echoes of a Note (1993年、JVC)
- 『トゥー・サイズ・トゥ・エヴリ・ストーリー』 - Two Sides to Every Story (1994年、JVC)